# Holger Wulschner

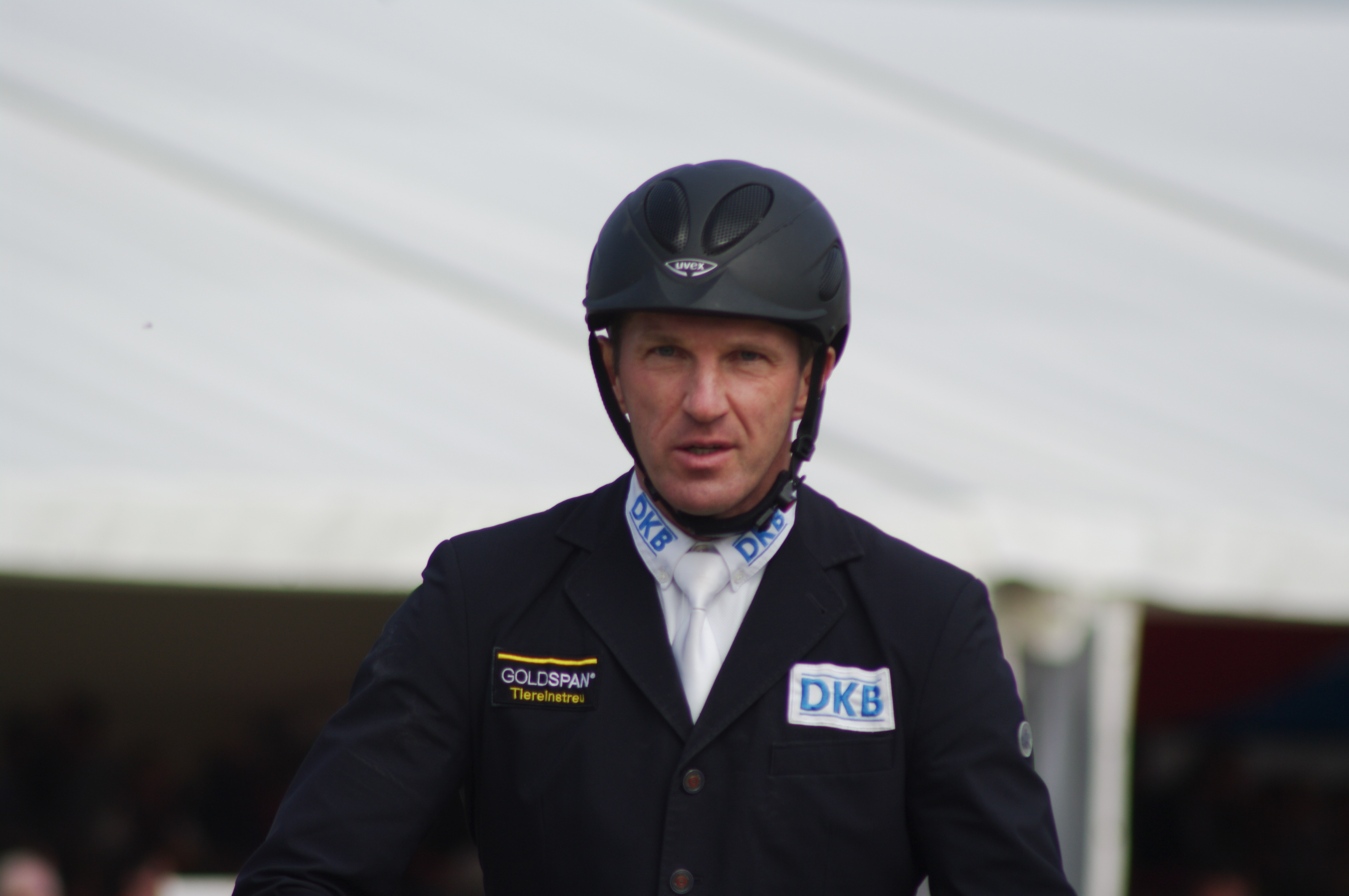
Holger Wulschner (2013)

Holger Wulschner (* 8. Dezember 1963 in Wriezen) ist ein deutscher Springreiter.

## Biografie

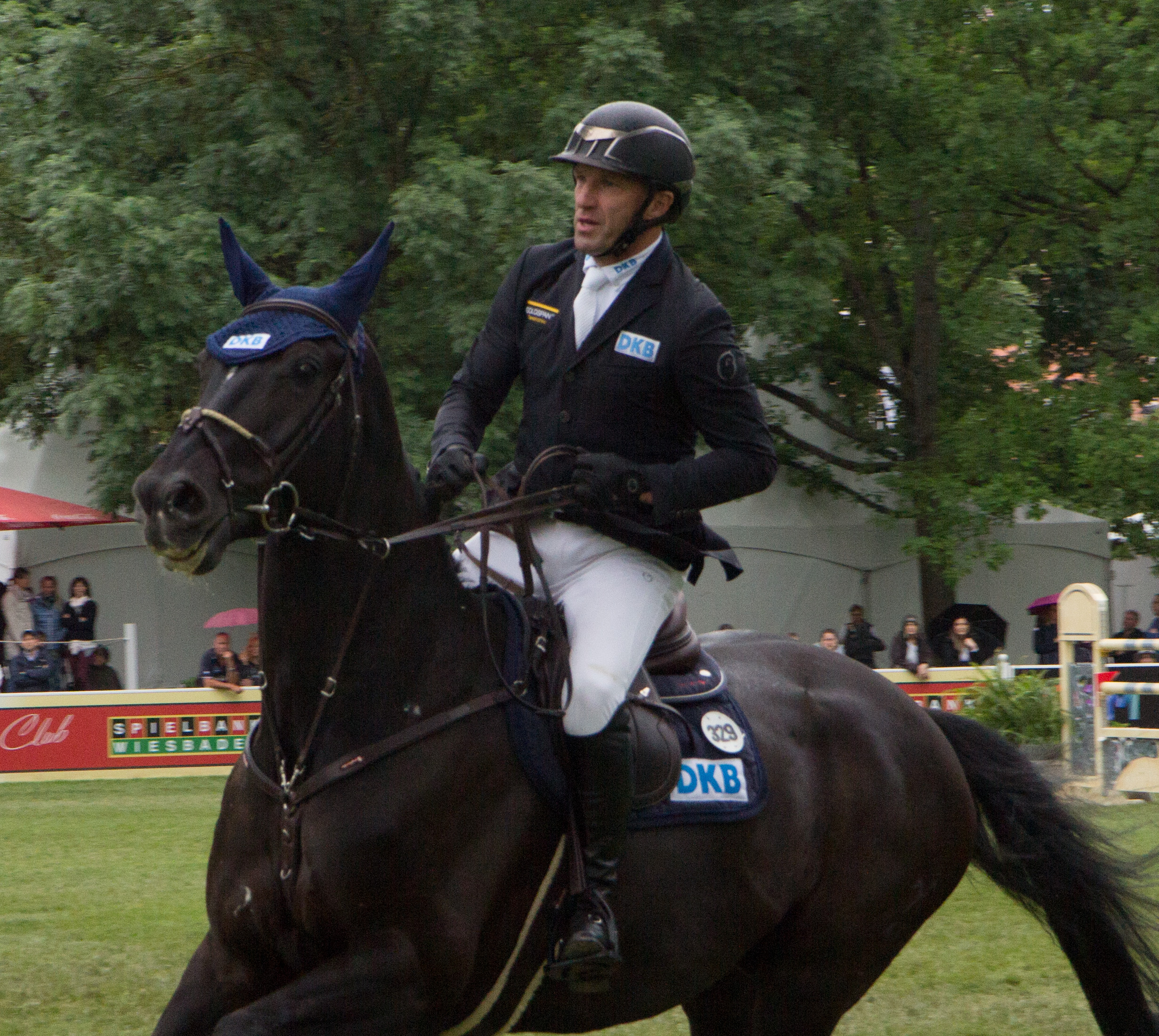
Wulschner mit Skipper beim Pfingstturnier Wiesbaden 2018

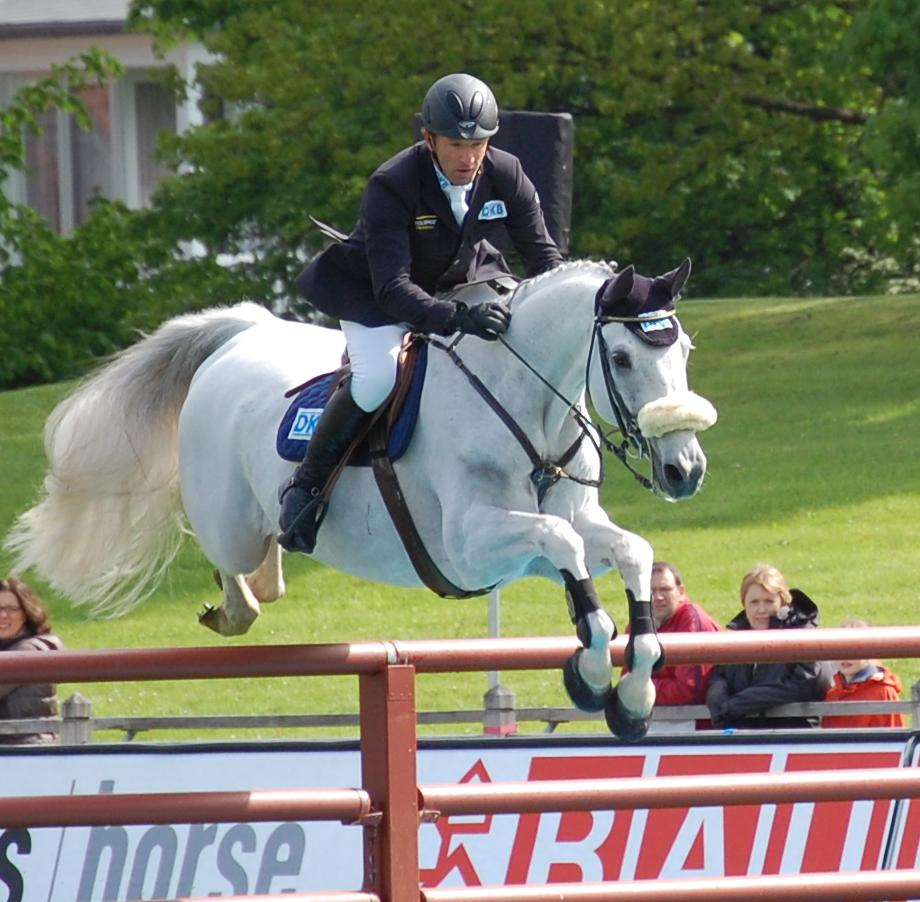
Holger Wulschner mit Coeur de Lion bei der ersten Qualifikation zum Deutschen Spring-Derby 2012

Holger Wulschner gilt als der bekannteste Springreiter der neuen Bundesländer. Er lebt in Passin bei Güstrow, ist verheiratet und hat zwei Söhne aus vorheriger Ehe. Sein Sohn Benjamin ist ebenfalls als Springreiter tätig.

### Bis 1990
Mit sieben Jahren begann er in der Nähe seines damaligen Heimatorts Neurüdnitz zu reiten. Im Alter von 15 Jahren gewann er die DDR-Jugendmeisterschaft der Springreiter. Bereits im jugendlichen Alter beschloss er, Pferde und Reiten zu seinem Beruf zu machen. Dies setzte er nach Abschluss der Schule um und machte in der LPG Zäckericker Loose eine Ausbildung zum Facharbeiter für Pferdezucht. In den folgenden Jahren arbeitete er bei der Zwischenbetrieblichen Einrichtung (ZBE) Schweineproduktion Schlaitz als Bereiter und Gestütwärter. Im Rahmen dieser Tätigkeit ritt er auch das Pferd Missouri. Mit diesem trat er, vielfach eigenfinanziert, auch bei Turnieren in anderen Staaten des Warschauer Paktes an.

### Nach der deutschen Einheit
Nach der deutschen Einheit trat er im November 1990 beim Weltcupturnier in der Berliner Deutschlandhalle an. Hier erreichte er als einziger Reiter aus den neuen Bundesländern die Qualifikationsprüfung und gewann damit ein Preisgeld von 1000 Mark. Daraufhin kam es zu einem internationalen Interesse an dem ihm zur Verfügung gestellten Pferd Missouri, es kam zu Kaufgeboten von einer Million Mark. Da sein Arbeitgeber, der ZBE Schweineproduktion Schlaitz, aufgrund gefallener Schweinepreise in wirtschaftliche Schwierigkeiten geraten war, drängte die dortige Belegschaft auf einen Verkauf des Pferdes. Zu diesem Zeitpunkt machte Wulschner Bekanntschaft mit dem Berliner Hausverwalter Herbert Herzog. Dieser plante zu diesem Zeitpunkt, eine Reitanlage in Passin zu sanieren und war auf der Suche nach einem Ausbilder. Wulschner nahm das Angebot an, Herbert Herzog kaufte in der Folge Missouri.
In der Folge war Holger Wulschner bemüht, reiterliche Erfahrungen von westdeutschen Springreitern zu bekommen. Franke Sloothaak wies ihn ab, jedoch bekam er Hilfe von Ulrich Kirchhoff, zu dem Wulschner bis heute einen freundschaftlichen Umgang pflegt. Kirchhoff machte Holger Wulschner mit dem Dressurtraining vertraut. Bei Paul Schockemöhle lernte er in einem dreimonatigen Praktikum, wie ein Reitstall gemanagt wird. In der Folge wurde Wulschner Teilhaber der Reitanlage in Passin.
Im September 1992 fanden Kontrolleure beim CHI Donaueschingen in Missouris Blut ein Anabolikum, Nandrolon. Wulschner gab hierzu an, dass er das Mittel zu diesem Zeitpunkt überhaupt nicht kannte. Die FEI sperrte ihn daraufhin für drei Monate. Da die Substanz als Doping zählt, konnte er folglich auch bei den nächsten Olympischen Spielen 1996 in Atlanta, für die ihn Herbert Meyer als Ersatzreiter vorgesehen hatte, nicht teilnehmen. Infolge dieser Ereignisse reagierte Wulschner trotzig, wollte es allen zeigen. Hierbei setzte er sich jedoch so stark unter Druck, dass er schlecht ritt, er war nach eigener Aussage „am Punkt, mit dem Sport aufzuhören“. Seine damalige Ehefrau Iris und die Familie Herzog hielten ihn davon ab. In der nachfolgenden Zeit gelang ihm als Teil der deutschen Mannschaft der endgültige internationale Durchbruch mit den zweiten Plätzen in den Nationenpreisen in Washington 1994 und in Modena 1995. Zu seinen bisher größten Erfolgen zählen die Siege bei den Großen Preisen von Hickstead, Linz, Hamburg und Rotterdam sowie der Sieg im Deutschen Springderby 2000. In Hamburg gelang ihm mit Capriol das bisher einmalige Kunststück, neben den beiden Qualifikationen auch das Finale zu gewinnen. 1997 nahm er am Weltcupfinale teil.

### Selbständigkeit
Am 1. Juli 2003 machte er sich selbständig und betreibt seitdem mit seinem Team eine Anlage in Groß Viegeln in der Nähe von Rostock.
Das Jahr 2008 wurde zu einem der erfolgreichsten in seiner Karriere, so gewann er die Großen Preise von Nörten-Hardenberg und Hickstead und wurde 8. im Großen Preis von Aachen. In Aachen hatte er ein Jahr zuvor den Preis von Europa gewonnen. Das Jahr 2009 hingegen war vor allem durch Verletzungen seiner Turnierpferde geprägt. Im November 2014 wurde er erstmals „Rider of the year“, Gesamtsieger der Riders Tour 2014.
Im Dezember 2005 und 2006 hatte er auf seiner Anlage in Groß Viegeln (Gemeinde Dummerstorf) je ein nationales Turnier ausgetragen. Seit dem Sommer 2013 richtet er auf seiner Anlage ein internationales Springreitturnier aus, zudem wird das Mecklenburger Jugend-Derby seit 2013 hier ausgetragen. Seinen 50. Nationenpreis bestritt Holger Wulschner im Juli 2016 in Falsterbo.
In der Hallensaison 2016/2017 glückten Wulschner mit Skipper mehrere gute Platzierungen in Weltcupspringen, so etwa ein dritter Platz in Mechelen. Mit dem 13. Platz in der Gesamtwertung der Westeuropaliga qualifizierte er sich zum zweiten Mal für das Weltcupfinale. Ein Abszess am Huf von Skipper verhinderte jedoch die Teilnahme am Weltcupfinale. Wulschner war im Jahr 2018 Mitglied des Perspektivkaders (ehemals B-Kaders) der deutschen Springreiter.
Ab 2021 ist Holger Wulschner gewählter Aktivensprecher aller Disziplinen im Vorstand des DOKR.

## Aktuelle und ehemalige Turnierpferde
Sein erfolgreichstes Pferd in den 2000er Jahren war der Wallach Clausen. Mitte 2008 machte Clausens damaliger Besitzer, Siegfried Kludt, im Rahmen des CHIO Aachen medial auf sich aufmerksam. Nachdem es bereits verschiedentlich Kaufangebote für Clausen gegeben hatte, entschied sich Kludt dafür, das Pferd zu einem symbolischen Preis hälftig an Holger Wulschner zu verkaufen, da dieses Pferd für Wulschner „das Pferd seines Lebens“ sei. Um einen Verkauf unmöglich zu machen, verschenkte Kludt die restlichen Anteile am Pferd an seine minderjährige Tochter.
Wulschners ehemaliges Spitzenpferd Missouri wurde im Herbst 1995 an Paul Schockemöhle verkauft. Das Pferd nahm in der Folge mit dem damals von Schockemöhle trainierten saudi-arabischen Reiter Kamal Bahamdan an den Olympischen Spielen 1996 teil. Die in den Jahren 2013 und 2014 von ihm gerittene Stute Fine Lady gewann bei den Olympischen Spielen 2016 mit Eric Lamaze die Einzel-Bronzemedaille.

### Aktuelle
- Vega de Laubry Z (* 2017), Zangersheider Fuchsstute, Vater: Vigo d'Arsouilles, Muttervater: Alibi de Laubry
- Kanthago (* 2018), brauner Holsteiner Wallach, Vater: Kannan, Muttervater: Carthago
- Mbappé 2 (* 2019), brauner Holsteiner Hengst, Vater: Million Dollar, Muttervater: Stakkato
- Carlotta van't Zorgvliet (* 2021), Westfale braune Stute, Vater: Cornet Obolensky, Muttervater: Heartbreaker
- Diamant de Plaisir (* 2012), brauner Hannoveraner Hengst, Vater: Diamant de Semilly, Muttervater: For Pleasure
- Quantico 33 (* 2014), brauner Hannoveraner Wallach, Vater: FRH Quaid, Muttervater: Landor S
- Lakota 58 (* 2018), schwarzbrauner Holsteiner Wallach, Vater: Lint, Muttervater: Christian 25

### Ehemalige
- Catch Me T (* 2008), dunkelbraune Hannoveraner Stute, Vater: Contagio, Muttervater: Werther; ab Oktober 2017 von Simon Delestre geritten[11][12]
- Fine Lady 5 (* 2003), braune Hannoveraner Stute, Vater: Forsyth, Muttervater: Drosselklang II, bis 2012 von Andre Stude geritten, ab Mai 2014 von Eric Lamaze geritten[13]
- Rabea 75 (* 2001), Oldenburger Fuchsstute, Vater: Landor S, Muttervater: Raphael; ab 2012 von Ralf Schneider geritten[14]
- Little Liberty 5 (* 2000), dunkelbrauner Oldenburger Wallach, Vater: Liberty Son, Muttervater: Don Carlos[15], seit April 2012 von Simone Wettstein geritten
- Cefalo (* 1999), brauner Holsteiner Hengst, Vater: Caretino, Mutter: Echse (stammt ab von Laurin, Echse ist ebenfalls die Mutterstute von Hinrich Romeikes Olympiasiegerpferd Marius)[16][17], zuletzt 2012 im internationalen Sport eingesetzt
- Clausen (* 1996; † 2025), brauner Holsteiner Wallach, Vater: Calato, Muttervater: Corleone, Anfang 2012 aus dem Sport verabschiedet[18][19]
- Salieri 6 (* 1989; † 2019), Hannoveraner Rapphengst, Vater: Salvano, Muttervater: Servus, aus dem Sport verabschiedet, Salieri hat als Zuchthengst verschiedene Nachkommen, der bekannteste ist der Hannoveraner Salinero (das Erfolgspferd von Anky van Grunsven)[20][21]
- Capriol (* 1988; † 2012), dunkelbrauner Holsteiner Hengst, Vater: Capitol, Muttervater: Ladykiller xx, aus dem Sport verabschiedet[22]
- Prinz Oldenburg (* 1985; † 2013), Oldenburger Schimmelhengst, Vater: Picasso, Muttervater: Pik Bube, 2002 aus dem Sport verabschiedet[23][24]
- Missouri 25 (* 1982; † 2017), brauner Hengst der Rasse Edles Warmblut (Mecklenburger Abstammung), Vater: Mistral II, Muttervater: Intendant, aus dem Sport verabschiedet[25]
- BSC Cavity (* 2003), dunkelbrauner Holsteiner Wallach, Vater: Caretino, Muttervater: Lansing[26], zuletzt im Juni 2017 im internationalen Sport eingesetzt
- BSC Skipper (* 2004), Hannoveraner Rappwallach, Vater: Stolzenberg, Muttervater: Lord Liberty; bis Anfang 2014 von Jasmin Selke-John geritten[27], seit Mai 2024 von Isabel Röpkes geritten
- BSC Cha Cha Cha (* 2005), brauner Holsteiner Wallach, Vater: Casall Ask, Muttervater: Le Grand I[28], zuletzt im Juli 2023 von Madlen Stiebitz im Sport eingesetzt

## Erfolge

### Deutsche Meisterschaften
- 2019: Platz 11 mit Cha Cha Cha
- 2017: Platz 10 mit Cha Cha Cha (bester Reiter in der zweiten Wertungsprüfung)
- 2015: Platz 8 mit Cha Cha Cha G
- 2014: Platz 10 mit Cha Cha Cha G
- 2012: Platz 13 mit Cavity G
- 2008: Platz 10 mit Clausen
- 2007: Platz 9 mit Clausen und Platz 10 mit Cool-Man
- 2006: Platz 8 mit Clausen
- 2003: Platz 9
- 2002: Platz 6
- 1999: Silbermedaille
- 1998: Platz 4 mit Prinz Oldenburg[24]
- 1996: Bronzemedaille mit Capriol
- 1994: Platz 12
- 1992: Platz 13

### Weitere Erfolge
- 2020: 2. Platz im Großen Preis des CSI 3* von Schardscha mit Casirus
- 2018: 1. Platz im Großen Preis der Pferdewochen Rostock (CSI 4* Groß Viegeln) mit Skipper, 1. Platz im Nationenpreis von Calgary (CSIO 5*) mit Skipper
- 2017: 1. Platz im Nationenpreis von Lummen (CSIO 5*) mit Skipper, 1. Platz im Maimarkt-Championat von Mannheim (CSI 3*) mit Cavity, 1. Platz im Großen Preis von Redefin (CSI 3*) mit Cha Cha Cha, 1. Platz im Großen Preis von Wiesbaden (CSI 4*) mit Catch Me T, 3. Platz im Nationenpreis von Calgary (CSIO 5*) mit Cha Cha Cha, 1. Platz im Großen Preis von Herning (CSI 3*) mit Skipper
- 2016: 1. Platz im Großen Preis eines CSI 2* der Mediterranean Equestrian Tour in Oliva mit Skipper, 3. Platz im Großen Preis eines CSI 3* der Mediterranean Equestrian Tour in Oliva mit Cha Cha Cha, 3. Platz im Großen Preis von Sommerstorf (CSI 2*) mit Cha Cha Cha, 2. Platz im Großen Preis von Groß Viegeln (CSI 3*) mit Skipper, 1. Platz im Großen Preis von Mechelen (CSI 5*-W) mit Cavity, 3. Platz im Weltcupspringen von Mechelen (CSI 5*-W) mit Skipper
- 2015: 2. Platz im Großen Preis von Redefin (CSI 3*) mit Skipper, 1. Platz im Nationenpreis von Sopot (CSIO 5*) mit Cavity, 1. Platz im Weltcupspringen von Leszno (CSI 3*-W) mit Cha Cha Cha
- 2014: 1. Platz im Großen Preis von Neumünster (CSI 3*) mit Fine Lady, 1. Platz im Großen Preis der Abschlusswoche der Mediterranean Equestrian Tour (CSI 3* Oliva) mit Fine Lady, 1. Platz im Großen Preis von Hagen a.T.W. (CSI 4*) mit Fine Lady, 2. Platz im Großen Preis von Münster (CSI 4*) mit Cavity, 2. Platz im Nationenpreis von Porto Alegre (CSIO 4*) mit Cavity, 2. Platz im Großen Preis von Porto Alegre (CSIO 4*) mit Cavity, 3. Platz im Großen Preis von Sachsen (Chemnitz, Springprüfung Klasse S***) mit Skipper
- 2013: 2. Platz im Nationenpreis von al-Ain (CSIO 5*) mit Cavity, 2. Platz im Großen Preis von al-Ain (CSIO 5*) mit Cavity, 3. Platz im Großen Preis von Nörten-Hardenberg (CSI 3*) mit Fine Lady
- 2012: 1. Platz im Großen Preis von Neustadt/Dosse (CSI 2*) mit Little Liberty, 2. Platz mit der Mannschaft Mecklenburg-Vorpommern im Deutschen Mannschaftschampionat der Springreiter in Braunschweig mit Chilano, 3. Platz im Nationenpreis von Hickstead (CSIO 5*) mit Cefalo
- 2011: 3. Platz im Großen Preis von Neumünster (CSI 3*) mit Cefalo, 1. Platz im Nationenpreis von Lummen (CSIO 4*) mit Abke, 2. Platz im Nationenpreis von Kopenhagen (CSIO 4*) mit Cefalo, 1. Platz im Nationenpreis von Hickstead (CSIO 5*) mit Cefalo, 2. Platz im Holsteiner Masters Zukunftspreis (CSIYH 1* Kiel) mit Cha Cha Cha G, 2. Platz im Großen Preis von Salzburg (CSI 4*) mit Cefalo
- 2010: 1. Platz im Großen Preis von Neumünster (CSI 3*) mit Cefalo, 2. Platz im Großen Preis von Redefin (CSI 2*) mit Little Liberty, 1. Platz im zweiten Großen Preis des Gera Summer Meetings 2010 (CSI 1*) mit Cassius, 1. Platz im Großen Preis von Tschernjachowsk (CSI 4*) mit Rabea
- 2009: 1. Platz in der Weltcup-Wertungsprüfung von Tschernjachowsk (CSI 3*-W) mit Cefalo
- 2008: 8. Platz Deutsches Springderby mit Cool-Man, 1. Platz im Großen Preis von Nörten-Hardenberg mit Clausen, 1. Platz im Großen Preis von Hickstead (CSIO 5*) mit Clausen, 1. Platz im Nationenpreis von Hickstead (CSIO 5*) mit Clausen, 6. Platz Großer Preis von Balve (CSN***, Rahmenturnier der deutschen Meisterschaft) mit Cefalo, 2. Platz im Nationenpreis von Calgary (CSIO 5*) mit Clausen
- 2007: 3. Platz Großer Preis der Hansestadt Hamburg mit Clausen, 4. Platz Großer Preis von Aachen mit Clausen, 1. Platz Nationenpreis CSIO**** Dublin/IRL mit Clausen
- 2006: 1. Platz Großer Preis CSI*** Neustadt (Dosse) mit Clausen, 2. Platz Großer Preis CSN Verden mit Clavio, 1. Platz Großer Preis CSN Mannheim mit Clausen, 1. Platz Großer Preis CSI*** Nörten-Hardenberg mit Clausen, 2. Platz Großer Preis CSI*** Redefin mit Clausen, 6. Platz Großer Preis CSIO***** Calgary mit Clausen, 1. Platz der Riders Tour Teamwertung (als Teil des Sprehe Feinkost-Teams)
- 2005: 4. Platz Weltcup-Springen CSI-W Leipzig mit Clausen
- 2004: 2. Platz Großer Preis des Bremer Pferdesport Festivals mit Dublin
- 2003: 2. Championat von Bremen mit Dublin
- 2002: 1. Platz Nationenpreis CSIO Rotterdam mit Cabrol Amicor
- 2001: 3. Platz Deutsches Spring-Derby Hamburg, 1. Platz Hardenberg Trophy Nörten-Hardenberg mit Salieri, 7. Platz Gesamtwertung Goldzack Riders Tour
- 2000: 1. Platz Deutsches Springderby Hamburg, 1. Platz Preis der Nationen CSIO Linz
- 1998: 1. Platz Großer Preis Berlin-Brandenburg, 1. Platz Großer Preis Hamburg
- 1996: 4. Platz Hamburger Derby
- 1995: 2. Platz Nationenpreis CSIO Modena
- 1994: 2. Platz Nationenpreis CSIO Washington
- 1993: 1. Platz Nationenpreis CSIO-W Sopot
- 1992: 3. Platz Nationenpreis CSIO Prag

(Stand: 1. Februar 2020)